# Ofusato
Ofusato (en japonais 承察度, Shōsatto, ou Ufusato; mort en 1398 en Corée, est le fondateur et le premier souverain du royaume de Nanzan à Okinawa.

## Biographie
Au début du XIVe siècle, il n'y a aucune autorité politique centrale à Okinawa, mais seulement une succession de chefs locaux, liés de façon assez lâche à un chef suprême. Un de ces chefs locaux est Ofusato qui, après sa prise de pouvoir par Tamagusuku, fait sécession en tant que prince avec quelques partisans fidèles. De son centre de pouvoir, à partir du château d'Ozato, il étend son influence sur la partie sud d'Okinawa et enfin fonde en 1337 le royaume de Nanzan. Déjà en 1322, au nord, le royaume d'Hokuzan s'est dégagé du royaume de Chūzan dirigé par Tamagusuku.
Les sources historiques indiquent pour dates du règne d'Ofusato, 1337 jusqu'à sa mort en 1398, ce qui semble peu probable étant donné cette longue durée. On sait peu de choses du règne d'Ofusato si ce n'est qu'il est présent en 1388 à la cour des Ming en tant que souverain et qu'il est inclus dans le système de tribut. Il est mort en 1398 lors d'un séjour en Corée. Son frère Yafuso monte alors sur le trône et demande aux dirigeants chinois de reconnaître son autorité.

## Source de la traduction
- (de) Cet article est partiellement ou en totalité issu de l’article de Wikipédia en allemand intitulé « Ofusato » (voir la liste des auteurs).